# 김명섭 (1938년)
김명섭(金明燮, 1938년 7월 27일~2013년 6월 21일)은 대한민국의 약사 출신 정치인·기업인이다. 서울공업고등학교-중앙대학교 약학대(12회)를 시작으로 대한민국 국회 제13, 15, 16대 국회의원, 대한약사회25·26·27대 회장, 한국마약퇴치운동본부 이사장, 구주제약 대표이사·회장, 사회복지법인 송천한마음의집 이사장으로 활동했다.

## 생애

### 어린 시절
한 평생을 영등포에서 살았던 그는 일제로부터의 해방과 6.25 전쟁으로 인해 가난과, 불안, 긴장속에서 어린시절을 보냈다. 그가 8살이었던 1945년 8월 15일, 라디오에서는 일본 왕의 항복 연설이 전국에 울려퍼지고, 대한민국은 광복의 기쁨을 맞이하며 태극기가 물결을 이루었다. 그가 초등학교 5학년때인 1950년 6월 25일 일요일, 그는 아무것도 모른 채 평소처럼 오전 10시쯤 친구 집에 숙제를 하러 갔다. 숙제를 하다가 그곳 사람들이 전쟁이 났다며 주고받는 대화를 듣고 어린 마음에 불안하여 숙제를 하다말고 집으로 돌아갔다고 한다. 다음날 학교에 가니 선생님께서 전쟁이 났으니 집으로 돌아가라며 학생들을 귀가조치 시켰고, 이후에도 그의 가족들은 피난을 가지 않았는데, 한강다리가 끊긴 1950년 6월 27일 새벽, 큰 폭파음을 듣고 잠에서 깬 가족들은 아버지의 직장이었던 OB맥주 공장으로 거처를 옮겨 생활했다. 인민군은 생각보다 빠르게 남쪽을 향해 내려왔고, 가족들은 다시 뱀새마을(지금의 광명시 철산동), 지금의 공군본부 근처, 낙골(지금의 서울시 난곡동)등으로 거처를 옮겨 다니며 피난생활을 이어갔다. 1950년 9월 28일 인천상륙작전으로 국군과 UN이 서울을 수복하면서 힘겨운 피난생활을 마치고 집으로 돌아오게 된다. 그 후 3개월 후인 어느날, 인천상륙작전을 시작으로 북진에 북진을 거듭하던 국군과 UN군이 파죽지세로 인민군을 몰아붙이던 속도만큼이나 빠르게 후퇴를 하고 있다는 소식이 들려올 때쯤이었다. 첫째 형은 방위군 장교로, 둘째 형은 제 2국민병으로 입대한 후의 일이다. 그와 그의 아버지, 어머니, 셋째 형과, 여동생, 남동생, 막내 남동생 이렇게 일곱 식구는 다시 피난길에 오르게 됐다. 영등포역에서 기차는 이미 사람들로 만원이었고, 가족들은 석탄을 싣는 화통 꼭대기, 지붕 없는 곡간열차에 나뉘어 몸을 실었다. 그렇게 출발한 열차가 수원역에 정차했을때, 미군 한 명이 기관차에서 내려와 캘빈 소총으로 쏘면서 물탱크에 있는 사람들을 내려오게 했다. 물탱크에서 내려온 가족들은 다른 가족들이 있는 곡간열차 쪽으로 가려 했으나, 그곳 역시 이미 꽉 차서 더 이상 탈 수가 없었다. 그렇게 가족은 둘로 나뉘어 '대구에서 만나자'는 기약만 한 채 생이별을 하게 된다. 이후 대구역에 도착해 몇 날 며칠을 돌아다니다가 서문시장 쪽으로 걷고 있을 때쯤, 아버지가 부르는 소리에 둘로 나뉘었던 가족들은 다시 재상봉을 하게 된다. 이후 그는 비록 어린 나이였지만, 거리에 나가 구두를 닦으며 번 돈을 집안 살림에 보태기 시작했다. 힘들고 척박한 생활에도 늘 부지런하던 아버지는 그 당시 정세에 귀를 기울이며 서울로 다시 돌아갈 계획을 세운다. 당시 일반인의 서울 진입은 불법이었으나, 많은 사람이 비공식적인 경로로 서울에 진입하는 것이 만연하게 이루어졌고, 가족들도 아버지의 뜻에 따라 우여곡절 끝에 원래 살던 서울로 돌아가게 된다. 서울에 온 후 전쟁과 오랜 피난생활로 먹을 것도, 입을 것도 귀하던 시절에 '배움'만이 살 길이라는 아버지의 엄한 교육 속에 그와 형제들은 다시 공부를 시작하게 된다.

### 약대 진학
그가 대학 진학을 앞두고 있었을 때, 그는 사회에 억울한 사람들을 대변하는 신문기자가 되길 원했으나 아버지의 생각은 달랐다. 당시 신문기자들은 정부에서 돈을 받고 편향된 기사를 쓰는 경우가 많아 사회적으로 '파리'라고 부를 정도로 인식이 좋지 않았다. 어느날 가족들이 모인 자리에서 그를 앉혀놓고 아버지는 약사가 되라며 엄명을 내렸는데 '남들이 부러워하는 깨끗한 직업이며, 자신이 직접 운영하는 직업이 가장 좋은 직업이다'는 이유에서였다. 당시 전쟁으로 인해 많은 이들이 병에 노출되어 병원 한 번 못 가보고 죽는 이들이 많았는데, 그가 약사가 되기로 결심한 것도 그런 시절을 겪으며 살아온 성장배경 때문이었다. 그렇게 1957년 2월 그는 중앙대학교 약학대에 입학하게 된다.

### 군대 생활
대학을 졸업한 그는 1961년 5월 입대를 하게 된다. 그 당시 복무기간은 3년이었는데, 대학 재학 중에 영장이 나오면 SO 군번이라 하여 군 복무 기간을 6개월가량 줄여주는 제도가 있었다. 의대, 약대, 치대생들은 낙제만 하지 않으면 졸업때까지 입영을 연기할 수가 있었는데, 학업을 중단하고 싶지 않았던 그는 졸업 후 입대를 하게 된다. 그 당시 군에는 대졸자가 많지 않았는데 그 이유가 대학에 입학하여 졸업할 정도의 집안은 상당한 재력이 있는 집안으로, 돈이나 권력으로 병역을 기피하는 일이 성행했던 탓이기도 했다. 논산훈련소와 마산군의학교에서 각각 기초훈련과 교육을 받은 그는 수도육군병원(현재의 국군수도병원)에 발령받아 근무했다. 그러던 중 카투사 지원으로 카투사 화학창의 교환수로 전속되어 군복무를 하다가 우연한 기회로 접한 미군212후송병원에서 인원모집 공고에 지원하여 2개월 뒤 미군212후송병원 병리실험실로 복무지가 바뀌어 남은 2년여간의 군 복무를 그 곳에서 보내게 된다.

### 약업 활동
그는 제대 후 1964년 영등포약국을 개업하면서 개국약사로서의 삶을 시작한다. 1973년 영등포구약사회 회장에 당선되면서 본격적인 약사회 회무를 시작으로 1978년 구주제약을 인수, 제약회사 CEO로 취임하여 이때부터 기업인으로서의 삶을 살게 된다. 1980년 제21대 서울시약사회 회장에, 1983년에는 제22대 서울시약사회 회장에 연임하며 약사회에서 기반을 다지게 된다. 1982년에는 대한약사회 회장 직무대행으로 중앙회무에 발을 들여 놓게 되었다가 1985년 길병전 전임 대한약사회 회장의 작고로 보궐선거에서 제25대 대한약사회 회장으로 당선된다. 이후에 1986년 제26대, 1989년 제27대 대한약사회 회장에 연임 당선되어 약업계에서 확고한 입지를 다지며 왕성한 활동을 펼쳤다. 1988년에는 약업계 발전에 사회적 공로를 인정받아 국민훈장인 동백장을 받았다. 8년 동안 대한약사회 회장으로 연임한 이후 1992년에는 대한약사회 총회장으로 선출되기도 했다.

### 구주제약
그가 영등포약사회 회장을 하고 있던 어느 날이었다. 평소 알고 지내던 선배 한 명이 찾아와 구주제약이라는 회사를 약업계에 있는 몇 사람과 동업하고 있다며 약을 좀 팔아달라는 부탁을 했다. 그는 차도 없이 혼자 영업을 하던 그 선배에게 차를 알선해주고 함께 약을 들고 영업을 돕기도 했다. 그러다가 출자만 하는 형식으로 그는 구주제약의 동업에 참여하게 되었는데 1년 뒤 회사가 잘 안되어 설립 4년 만에 폐업 위기에 놓이게 되었다. 1978년 그는 폐업 직전에 놓인 회사를 인수하여 제약회사 CEO로서 발돋움을 하게 된다. 하지만 이전까지 주먹구구식으로 운영되던 부실한 회사를 다시 정상궤도에 올려놓기까지는 운영 중이던 3개의 약국을 하나씩 정리하며 메꿔야 하는 경제적인 어려움을 겪기도 했다. 구주제약은 2013년 기준, 직원 300명에 연 매출 600억 원이라는 성장을 기록하며 꾸준한 성장세를 보이고 있다.

### 정치 입문
서울시약사회 회장으로 분주하던 1980년 당시 국민당 서울시 책임자로 있던 정의섭 (전)보건사회부 장관은 국민당 공천을 제의와 함께 정계 진출을 제안했다. 그때까지만 해도 그는 정계진출은 생각지도 않았던 일이라 망설였으나, 약사 출신으로 정계에 입문해 그동안 느꼈던 보건과 복지에 대해 제도적 취약점을 바르게 개선하는 더 큰 인물이 되어야겠다고 생각했다. 당시 후보자는 9명으로, 40대 초반의 젊은 나이로 정계에 문을 두드리며 5공 정권의 공화당 가락동 연수원 대지 강탈과 민정당 창당 시 저질렀던 각종 부정불법도 거침없이 비판하고 나섰다. 그의 정치행보는 지역구민들과, 동문, 약사들의 지지를 받으며 이목을 집중시켰고, 매스컴에서는 그를 당선 안정권으로 보도하기 시작했다. 그의 소속당인 국민당에서도 당선을 확신하고 있었다. 당선의 분위기가 무르익자 5공 당국과 여당인 민정당의 탄압이 심화되면서 그를 지지하던 지역 약사들까지도 불법선거를 자행했단 이유로 경찰서로 강제연행해 자인서 작성을 강요했으며, 경찰은 조사할 게 있다며 그의 아내의 핸드백을 빼앗는 행위도 서슴지 않았다. 여기에 당시 대통령이었던 전두환은 직접 영등포로 방문해 여당인 민정당 후보를 격려하는 등 민정당의 입지를 확고히 하려 애썼다. 이후 선거 5일 전에는 지역당 사무실로 찾아온 영등포 남부지청 수사관들이 순식간에 그를 연행했다. 선거관련 서류를 모조리 압수하기 까지했다. 그가 무슨 일이냐며 계속해서 항의하자 남부지청 수사관들은 '선물 공세를 했다는 민정당 사무국의 제보가 들어왔다'는 한마디가 고작이었다. 연행 후엔 별다른 질문도, 추궁도 없이 8시간 동안 불법 억류를 당한 후에야 풀려날 수 있었다. 엎친대 덮친 격으로 그 다음날부터는 선거사무실장이 민정당에 협박과 회유로 매수되어 선거사무실에 출근을 안하기 시작했고, 선거조직은 한순간에 공중분해 돼버렸다. 선거 당일에는 참관인까지 매수당해 그는 참관인도 잃은 채 선거를 치루며 당선자와 3000여 표 차이로 낙선하고 말았다. 집권여당에게 혹독한 정치적 술수를 맛본 그는 정치판에 발을 들여놓지 않겠다고 다짐했다. 6.29선언 이후 노태우 정권이 출범하면서 이전에 비하면 만족할 만한 수준은 아니더라도, 이해할 만한 수준으로 정세가 변화하면서 민주정치의 바람이 불기 시작했고, 그도 모르는 사이 민정당에서는 그를 차기 지역구 후보로 거론되고 있었다. 6.29선언 이후 5공 시절 안하무인으로 야당을 희롱하고 무고한 사람들을 구속하며 선거를 치르던 민정당은 예전의 권세는커녕, 오히려 여당으로서의 권위가 밑바닥까지 추락하여 사회적으로 매도당하는 분위기가 형성됐다. 그런 와중에 민정당은 지난 11대 총선에서 그가 보여준 지역내 영향력을 높게 평가해 한 때 자신들이 겁박했던 그에게 공천을 제안했다. 민정당에게 11대 선거에서 혹독하게 치욕을 겪어 다시는 정치판에 나서지 않겠다고 다짐했지만, 그는 정세가 바뀐 만큼 여당 내에 야당으로서 건전한 비판세력이 되어 흐트러진 정치권을 바로잡고 싶다고 생각했다. 이후 민정당의 공천 제안을 받아들인 그는 1988년 13대 총선에서 서울 영등포구 을에 출마해 평민당 이용희 부총재를 465표 차로 물리치며 첫 금배지를 달았다.

### 정치 활동
제13대 국회의원으로 당선된 그는 야당 측의 선거무효 소송으로 의원직을 상실하게 된다. 1988년 당시 여소야대의 정국 속에서 여당인 민정당의 의석수는 고작 5분의 2로 여당과 정부의 권력이 바닥에 떨어져 있는 상황이었고, 각 부처의 비밀문서의 내용도 야당의원들이 더 잘 알고 있을 정도였다. 당시 28건의 선거무효 소송이 국회에서 진행되고 있을 만큼 정계에선 여당에 대한 무차별적인 공격이 이어졌고, 민정당 소속이었던 그 역시 공격의 칼날을 피해 갈 순 없었다. 야당에선 비누나 수건, 주전자 등을 제시하며 그가 지급한 대가성 물품이라며 주장했으나, 그는 결백을 주장했다. 결국 대법원은 정국의 상황을 고려하여 야당 측의 손을 들어줬고 그는 그 결과로 국회의원직을 상실하고 말았다. 하지만 지역주민들 사이에서는 대법원의 판결에 반발하는 여론이 확산되면서 이후 실시된 재보궐 선거에서도 민정당 소속 나웅배 의원이 당선되는 결과를 낳았다. (나웅배 의원은 재보궐 선거에서 평민당 이용희 후보를 10098표로 따돌려 38.68% 지지율로 당선되었다). 이 후 그는 1996년 실시된 총선에서 신한국당 소속으로 영등포지역에서 제15대 국회의원으로 당선되어 다시 정계활동을 시작하게 된다. 그러나 이전부터 비리,부패 등으로 문제가 많았던 소속당에게 정치적 환멸을 느낀 그는 이후 1998년, 신한국당 후신인 한나라당 소속에서 새정치국민회의로 소속당을 변경하기도 했다. 이 후 국민회의의 후신인 새천년민주당 사무총장직을 맡으면서 노무현 대통령 후보자의 비토론자로 활동했으며, 열린우리당 창당에 가담해 중앙위원 및 상임고문 직을 맡는다.

### 사회복지 활동
알려진 그의 사회복지활동으로는 서울시약사회장 직책을 맡았을 당시 '심장병 어린이 돕기 행사'가 있으며, 1997년 한나라당 장애복지위원장, 1998년 한국장애인부모회 회장, 1999년 국민회의 장애인위원장, 2003년에는 중증장애인 시설인 송천 한마음의 집을 설립해 작고 직전까지 이사장으로 활동했다. 또, 2001년부터 2010년까지는 한국마약퇴치운동본부 이사장으로서 사회적 복지향상에 전반적인 활동을 펼쳤다.

## 학력
- 서울우신국민학교 졸업
- 영등포중학교 졸업
- 서울공업고등학교 졸업
- 중앙대학교 약학대학 약학 학사
- 중앙대학교 대학원 경영학 석사
- 중앙대학교 대학원 경영학 박사

## 역대 선거 결과
|  | 21.38% |

|  | 29.15% |

|  | 33.98% |

|  | 43.89% |

|  | 45.85% |

|  | 35.32% |

## 소속 정당
| 소속 정당 | 소속 정당      | 소속 기간 | 비고           |
| --------- | -------------- | --------- | -------------- |
|           | 한국국민당     | 1981~1988 | 창당 정계 입문 |
|           | 무소속         | 1988      | 탈당           |
|           | 민주정의당     | 1988~1990 | 입당           |
|           | 민주자유당     | 1990~1995 | 합당           |
|           | 신한국당       | 1995~1997 | 당명 변경      |
|           | 한나라당       | 1997~1998 | 합당           |
|           | 무소속         | 1998      | 탈당           |
|           | 새정치국민회의 | 1998~2000 | 입당           |
|           | 새천년민주당   | 2000~2003 | 합당           |
|           | 무소속         | 2003      | 탈당           |
|           | 열린우리당     | 2003~2007 | 창당 정계 은퇴 |
|           | 대통합민주신당 | 2007~2008 | 합당           |
|           | 통합민주당     | 2008      | 합당           |
|           | 민주당         | 2008~2011 | 당명 변경      |
|           | 민주통합당     | 2011~2013 | 합당           |
|           | 민주당         | 2013      | 당명 변경 사망 |

## 같이 보기
- 영등포구 갑
- 영등포구 을
- 서울 영등포구의 국회의원